# Szczmiel

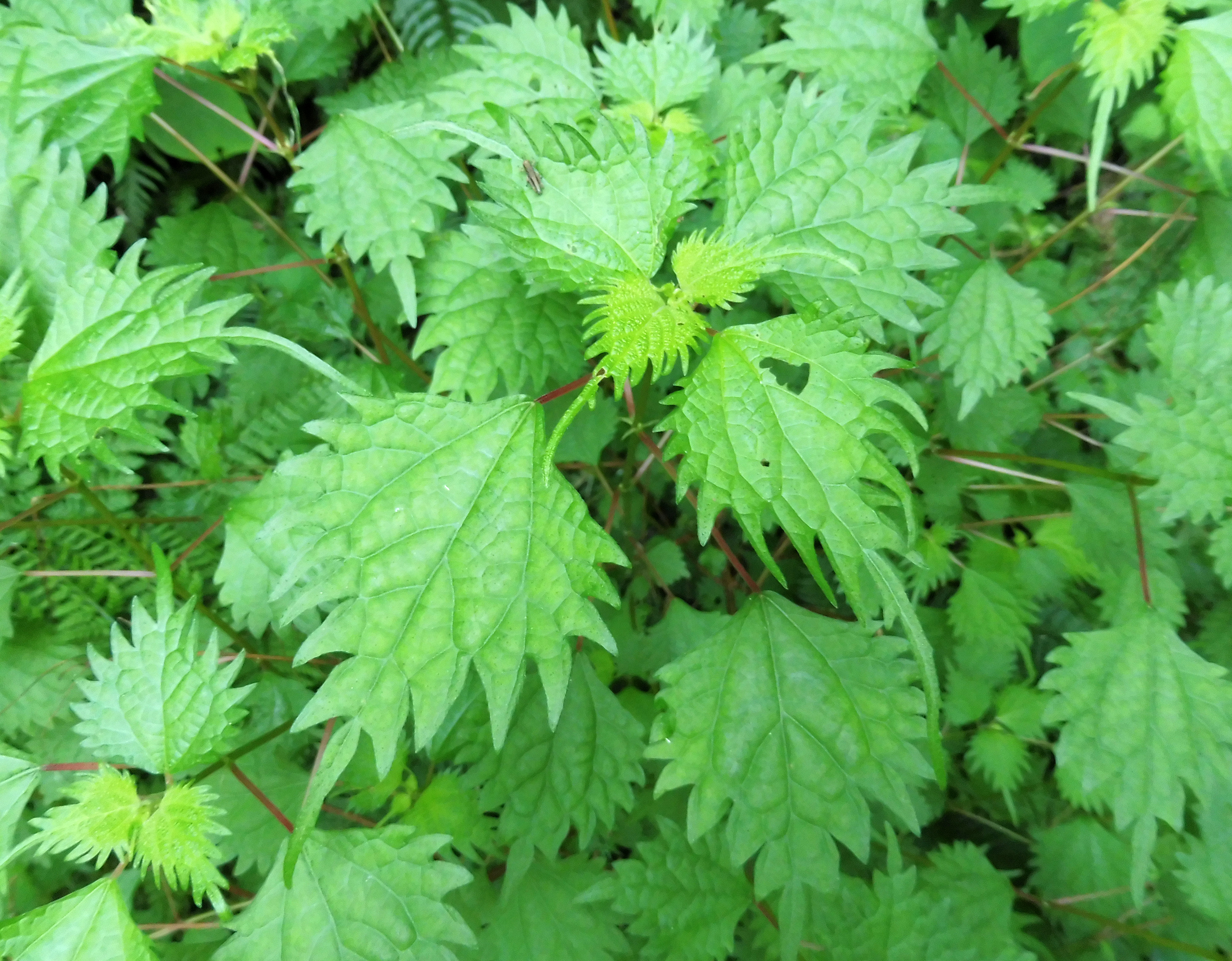
Boehmeria japonica

Szczmiel, ramia, bemeria (Boehmeria Jacq.) – rodzaj roślin z rodziny pokrzywowatych (Urticaceae). Obejmuje on 47 gatunków występujących w strefie równikowej oraz na półkuli północnej w strefie subtropikalnej, rzadziej wkraczając w strefę klimatu umiarkowanego (po Labrador w Ameryce Północnej i Japonię w Azji). 33 gatunki rosną na Starym Świecie, a 14 na Nowym Świecie. Ze względu na pewne podobieństwo i pokrewieństwo w stosunku do pokrzyw, a jednocześnie brak włosków parzących nazywane są „fałszywymi pokrzywami” (ang. false nettles).
Kilka gatunków uprawianych jest jako rośliny użytkowe – ozdobne i włóknodajne. Szczególne znaczenie ma szczmiel biały B. nivea dostarczająca włókien uznawanych za najdłuższe, najmocniejsze i najbardziej jedwabiste spośród włókien roślinnych. Wykorzystywane są one do wyrobu tkanin i sznurów, a także sieci rybackich i lin okrętowych. Wykorzystywane były także m.in. jako izolacja w drzwiach Toyoty Prius. Pędy tego gatunku służą także do wyrobu papieru. 
Nazwa naukowa rodzaju upamiętnia niemieckiego botanika – Georga Rudolfa Böhmera (ur. 1723 w Legnicy, zm. 1803 w Wittenberdze).

## Morfologia

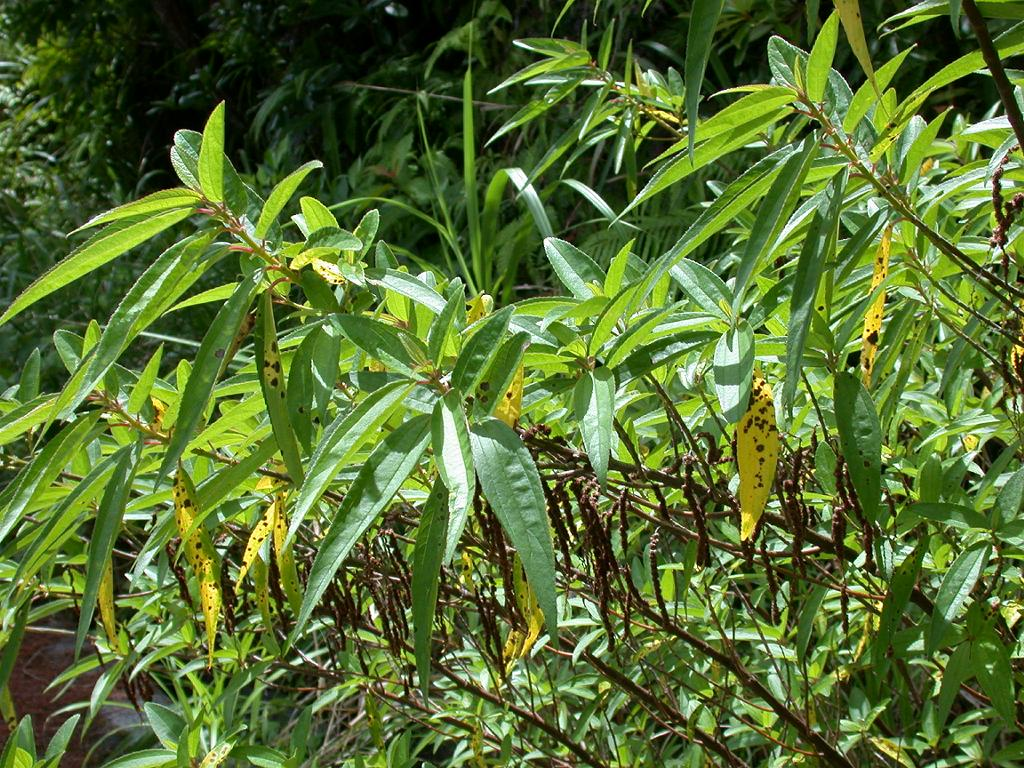
Boehmeria densiflora

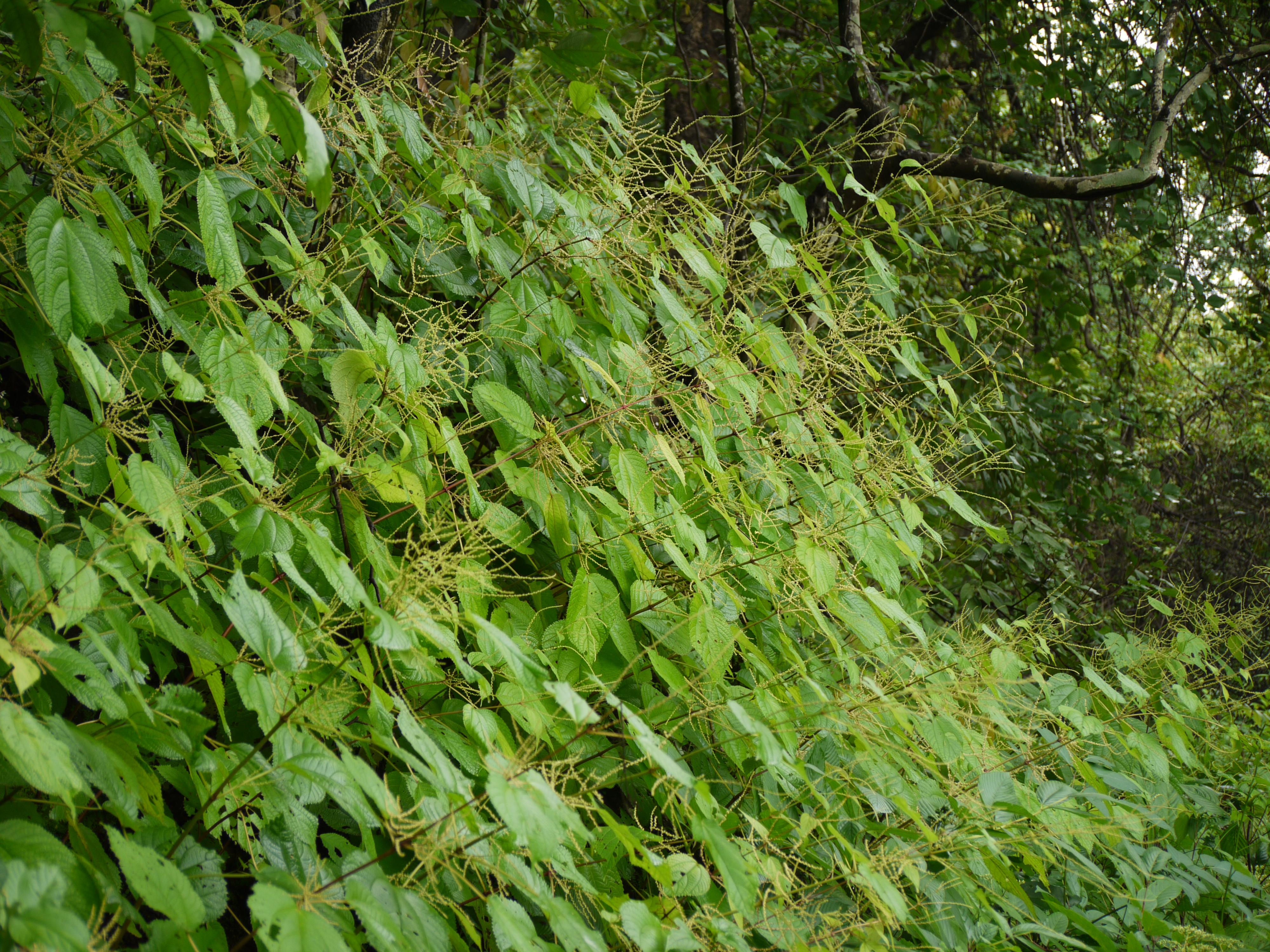
Boehmeria grandis

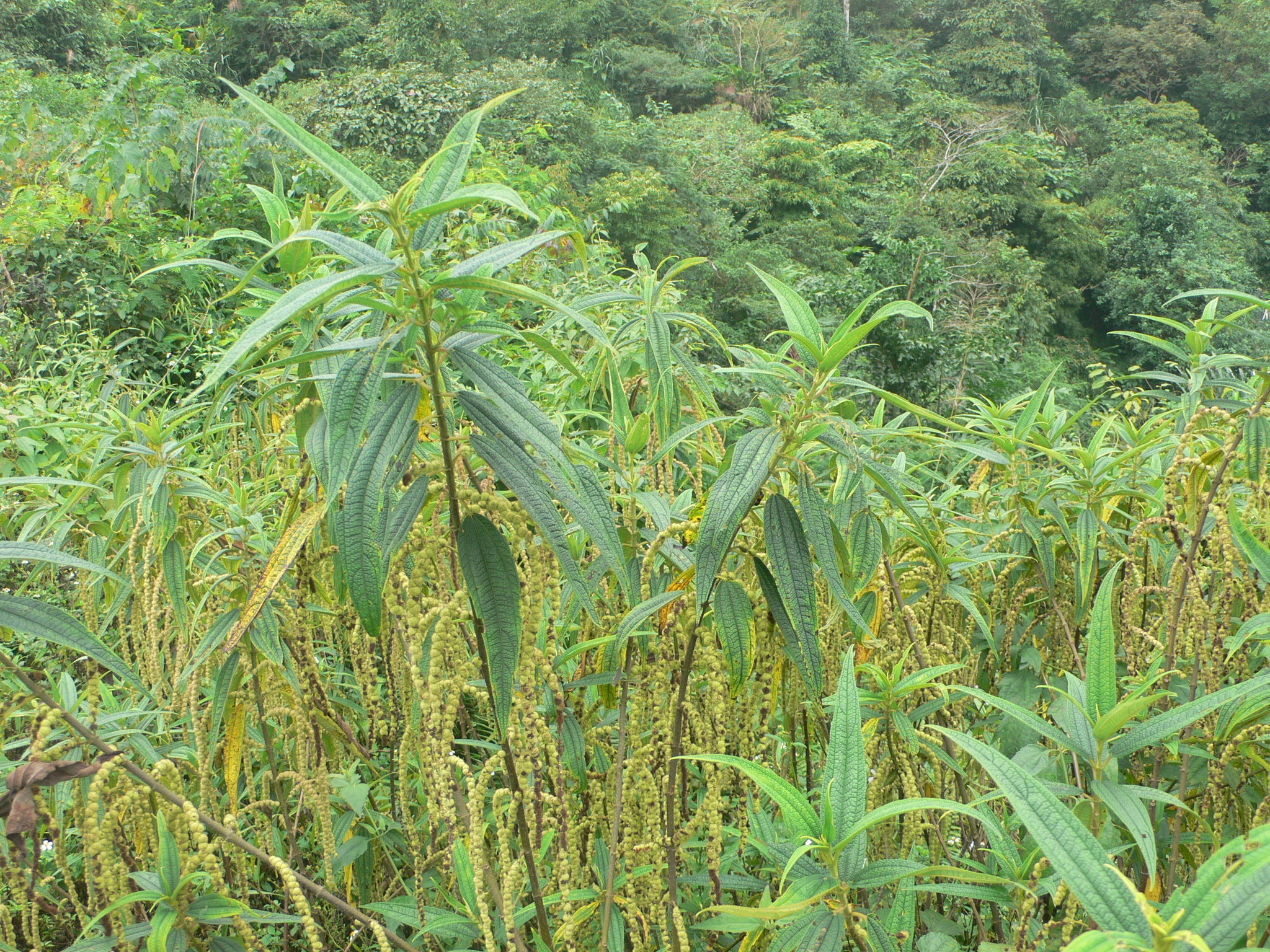
Boehmeria penduliflora

PokrójByliny, półkrzewy, krzewy, a nawet niewielkie drzewa. Pędy owłosione rzadziej lub gęsto, ale bez włosków parzących, czasem z włoskami haczykowatymi. Łodygi prosto wzniesione, wyrastają z kłączy, są pojedyncze lub rozgałęzione.
LiścieSkrętoległe lub naprzeciwległe. Przylistki opadające, wolne lub rzadziej zrastające się nasadami. Blaszka liściowa lancetowata do szerokojajowatej, czasem z dwiema lub trzema klapami, u nasady zaokrąglona, rzadziej zbiegająca, na brzegu wyraźnie piłkowana lub ząbkowana, z wierzchołkiem zaostrzonym. Liście punktowane – pod światło widoczne są kulistawe cystolity.
KwiatyDrobne, jednopłciowe, rzadziej obupłciowe (rośliny bywają i jednopienne i dwupienne), wiatropylne. Zebrane są w kwiatostany kłosokształtne lub wiechowate, wyrastające w kątach liści, rzadziej szczytowo. Kwiaty męskie z okwiatem 4-5 listkowym, 4-5 pręcikami i szczątkową zalążnią. Kwiaty żeńskie z 2–4 listkami okwiatu zrośniętymi w rurkę, bez śladu pręcików. Zalążnia owalna z szyjką słupka zakończoną nitkowatym znamieniem prostym lub zagiętym na końcu.
OwoceNiełupka jajowata, kulistawa lub elipsoidalna, zwykle bocznie spłaszczona, otoczona trwałym okwiatem.

## Systematyka
Rodzaj roślin z plemienia Boehmerieae Gaudichaud z rodziny pokrzywowatych Urticaceae Juss. Rośliny z tego rodzaju dzielone są na dwie grupy, przedstawiciele jednej występują tylko na Nowym Świecie, a drugiej na Starym Świecie.
Wykaz gatunków Starego Świata
- Boehmeria beyeri C. B. Rob. 1911
- Boehmeria clidemioides Miq. 1851
- Boehmeria conica C.J.Chen, Wilmot-Dear & Friis 2003
- Boehmeria densiflora Hook. & Arn. 1838
- Boehmeria depauperata Wedd. 1854
- Boehmeria didymogyne Wedd. 1869
- Boehmeria grandis (Hook. & Arn.) A.Heller 1897
- Boehmeria hamiltoniana Wedd. 1856
- Boehmeria helferi Blume 1857
- Boehmeria heterophylla Wedd. 1856
- Boehmeria holosericea Blume 1857
- Boehmeria japonica (L.f.) Miq. 1867
- Boehmeria kurzii Hook.f. 1888
- Boehmeria lanceolata Ridl. 1911, nec 1910
- Boehmeria leptostachya Friis & Wilmot-Dear 2010
- Boehmeria listeri Friis & Wilmot-Dear 2010
- Boehmeria manipurensis Friis & Wilmot-Dear 2010
- Boehmeria multiflora C.B.Rob. 1908
- Boehmeria nivea (L.) Hook f. & Arn. 1837 – szczmiel biały[4], bemeria biała[5]
- Boehmeria ourantha Miq. 1851
- Boehmeria penduliflora Wedd. ex D.G.Long 1982
- Boehmeria pilosiuscula (Blume) Hassk. 1844
- Boehmeria polystachya Wedd. 1856
- Boehmeria rugosissima (Blume) Miq. 1851
- Boehmeria sieboldiana Blume 1857
- Boehmeria siamensis Craib 1916
- Boehmeria splitgerbera Koidz. 1926
- Boehmeria subintegra Friis & Wilmot-Dear 2010
- Boehmeria ternifolia D.Don 1825
- Boehmeria tsaratananensis Leandri 1950
- Boehmeria virgata (G.Forst.) Guill. 1837
- Boehmeria yaeyamensis Hatus. 1979
- Boehmeria zollingeriana Wedd. 1854

Wykaz gatunków Nowego Świata
- Boehmeria aspera Wedd. 1856
- Boehmeria brevirostris Wedd. 1854
- Boehmeria bullata Kunth 1817
- Boehmeria caudata Sw. 1788
- Boehmeria celtidifolia Kunth 1817
- Boehmeria cylindrica (L.) Sw. 1788 – bemeria walcowata[5]
- Boehmeria dolichostachys Friis & Wilmot-Dear 1996
- Boehmeria excelsa (Bertero ex Steud.) Wedd. 1854
- Boehmeria pavonii Wedd. 1854
- Boehmeria radiata Burger 1975
- Boehmeria ramiflora Jacq. 1760
- Boehmeria repens (Griseb.) Wedd. 1869
- Boehmeria ulmifolia Wedd. 1854